# 2048 (videojoc)
2048 és un joc en línia per a dispositius mòbils i ordinadors creat al març de 2014 per l'enginyer d'interfase italià Gabriele Cirulli, de 19 anys. El seu objectiu és fer lliscar unes caselles amb números dintre d'una quadrícula per tal de combinar-les i aconseguir una casella amb el número 2048. És considerat un trencaclosques de lliscament, amb una aparença molt similar a l'aplicació Threes! publicada un mes abans. Algunes de les aplicacions derivades de 2048 inclouen elements de Doge, Doctor Who, Flappy Bird i Tetris; També existeix una versió 3D i d'altres amb quadrícules més grans o més petites (Súper 2048). Cirulli veu això com “part de la bellesa del software de codi obert” i no s'oposa a aquestes “mentre agreguin modificacions noves i creatives al joc”.
Cirulli va crear el joc al llarg d'un cap de setmana com a prova per veure si era capaç de programar un joc des de zero, descrivint-ho com un clon de l'aplicació 1024 de Veewo Studios, prenent la idea d'ampliar-ho a 2048 basat en el clon 2048 de Sami “Saming” Romdhana. Va quedar sorprès quan el joc va tenir més de 4 milions de visites en menys d'una setmana, especialment per haver estat creat durant el cap de setmana. Cirulli, en una entrevista, va declarar que “va ser una forma per passar el temps”.
El joc va ser absurdament descrit pel Wall Street Journal com “un Candy Crush per a frikis matemàtics”, i el Business Insider va dir que era un “Threes enfervorit”. Com que el joc és de codi obert permet la creació de diverses versions amb addicions i variables, incloent-hi una taula de puntuacions màximes i millores respecte a l'ús amb pantalles tàctils. 2048 no requereix un pagament previ per jugar perquè Cirulli es nega a obtenir diners per alguna cosa que no va inventar.
Degut a la popularitat massiva de 2048, moltes persones actualment creuen que Threes! és un clon de 2048 quan, en realitat, és el contrari.

## Mode de joc

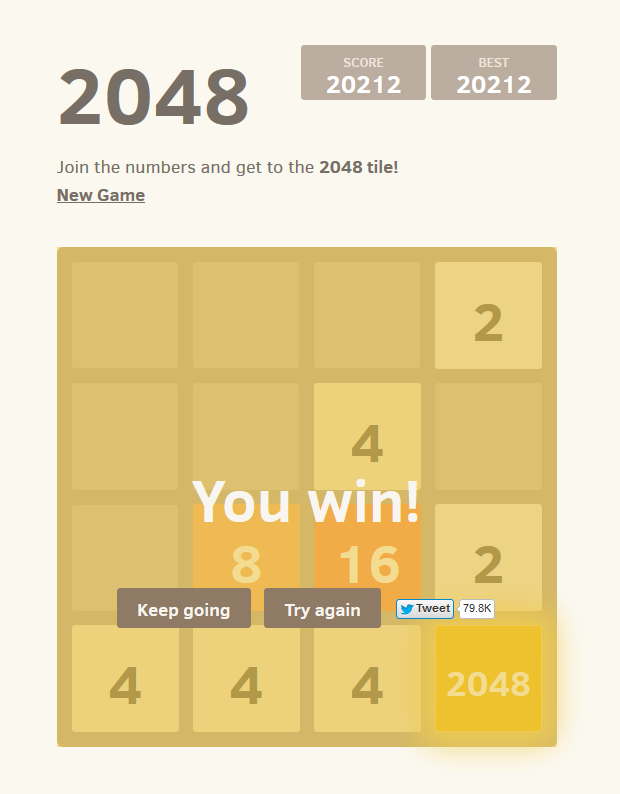
Un joc complert de 2048, amb la casella mencionada a la cantonada inferior dreta

El joc 2048 té una quadrícula grisa de 16 espais, 4x4, que es va omplint de caselles de colors, segons el número que portin, a mesura que es desenvolupa la partida. Sempre es comença amb el número 2 en dues d'aquestes caselles. Consisteix a fer lliscar cap amunt, cap avall o cap als costats totes les caselles marcades amb un número per tal de fer-les xocar. En el moment en què els números que siguin iguals entrin en contacte se sumaran entre ells (en el cas de les dues caselles amb el 2, el número resultant serà el 4). Tanmateix la nova casella no podrà combinar-se amb cap altre en aquesta mateixa jugada. A més, després de cada tirada apareix s'omple una de les caselles que romanien buides a la quadrícula, ja sigui amb el número 2 o 4, les dues xifres més inferiors, dues opcions per a la nova casella per tal que no puguis preveure la nova aparició.
En finalitzar cada partida, el joc enregistra la puntuació de l'usuari amb un marcador al marge superior dret. La puntuació, situada al marge superior de la pantalla, comença de zero cada cop que es juga i augmenta cada vegada que es mouen les caselles, afegint la xifra de la casella resultant a la puntuació. Al costat de la puntuació actual, es mostra la millor puntuació enregistrada de l'usuari, així com en els jocs d'Arcade.
2048 es guanya quan s'aconsegueix una casella amb el número 2048 (que li dona el nom al joc). Després de la victòria és possible continuar jugant en sandbox, on es poden aconseguir caselles amb xifres més elevades (n'és un exemple 4096, 8192, etc.). Vegeu la nova actualització de Súper 2048. No obstant, si l'usuari es queda sense opció a combinar caselles i té totes les caselles omplertes el joc s'haurà acabat.
Degut a la simplicitat dels controls del joc, 2048 va ser utilitzat per un vídeo promocional pel braçalet de control mitjançant gestos Myo. La disponibilitat del codi font ha permès el seu ús com a material didàctic en l'ensenyament de programació. Fins i tot, una aplicació que va ser capaç de jugar a 2048 per sí sola va obtenir en segon lloc en un concurs de programació al Matlab Central Exchange.

## Super 2048
Super 2048 és una nova versió de l'aplicació 2048, en la qual s'han millorat les possibilitats de lloc de tal manera que permet seleccionar les condicions de la partida en diferents aspectes. El primer que es pot determinar és la mida de la graella segons sigui de 3x3, 4x4, 5x5, 6x6, 7x7 o 8x8. Per exemple, en aquest últim cas, si abans només calia arribar a la casella amb el número 2048, ara s'haurà d'aconseguir la xifra de 4194304 movent números al llarg de 64 caselles per acabar el joc.
Una altra característica d'aquesta aplicació és que hi té l'opció d'Auto moure les caselles depenent del mètode:
- Cantonada
- Gronxador
- Remolí
- A l'atzar

Finalment, pots seleccionar el mode de joc també sota 4 conceptes:
- Classic: El mode original, explicat a l'apartat anterior.
- Time Rush: Mode que limita el temps que el mateix usuari s'imposa. Es pot escollir 30, 60 o 300 segons per aconseguir la màxima puntuació possible. D'aquesta manera el joc passa a ser molt més intuïtiu i hi haurà molta més pressió, donant-li una nova dimensió a la versió 2048.[20]
- Survial: Mode que inclou una casella nova després de cada 0,5 segons. L'usuari haurà de combinar al més ràpidament possible totes les caselles que pugui, fins que guanyi o totes les caselles quedin plenes de números sense cap moviment legal possible.
- X-Tile: Mode en què hi ha determinades caselles que no es poden moure.

A més a més, també hi ha la possibilitat de tirar un moviment enrere amb el botó desfés o undo. Una altra gran diferència amb el clàssic 2048 és que al Super 2048 es pot configurar segons les skins de Dinasties xineses, Alphabeta i Elements químics. Per una altra banda, et permet configurar l'aparença del joc amb diferents colors text, de fons i revestiments, segons la voluntat de l'usuari.
Finalment, aquesta aplicació està disponible per a sistemes amb compatibilitat Java (predeterminat) i HTML5.
Amb tot i això, aquesta aplicació ha estat desqualificada per molts usuaris que es queixen d'un excés de publicitat. A més asseguren que en cert models de smartphones no es pot jugar en pantalla completa.

## Comparacions amb Flappy Bird
2048 va ser comparat amb Flappy Bird per diversos autors. Ambdues aplicacions són clons de jocs anteriors, el seu èxit ha produït jocs clons posteriors i van ser descrits com addictius. JayIsGames va comparar Flappy Bird “però sense l'estat d'irreflexió molest”.